# Louis Hà Kim Danh
Louis Hà Kim Danh (Cần Thơ, 21 giugno 1913 – Ho Chi Minh, 22 febbraio 1995) è stato un vescovo cattolico vietnamita.

## Biografia
Louis Hà Kim Danh nacque il 21 giugno 1913 a Cần Thơ.
Iniziò il percorso di studi ecclesiastici entrando nel 1925 nel seminario minore di Cù Lao Giêng e in seguito, nel 1937, nel seminario sulpiziano di Hanoi.
Fu ordinato presbitero il 12 marzo 1940. Dopo l'ordinazione fu professore nel seminario minore di Cù Lao Giêng fino al 1947. Fu successivamente nominato cappellano delle suore Figlie della Divina Provvidenza e in seguito direttore spirituale delle Figlie di Nostra Signora di Russey – Keo.
Professore nel seminario minore di Phú Cuong dal 1970, nel 1976 divenne direttore del medesimo seminario nonché vicario generale di Phú Cuong.
L'8 giugno 1982 papa Giovanni Paolo II lo nominò vescovo coadiutore di Phú Cuong. 
Ricevette l'ordinazione episcopale il 10 ottobre seguente per imposizione delle mani dell'arcivescovo Paul Nguyễn Văn Bình. 
Per undici anni affiancò il vescovo Joseph Phạm Văn Thiên, succedendogli al governo della diocesi il 10 maggio 1993, all'età di quasi 80 anni.
A causa dell'età già avanzata poté reggere la diocesi solo per quasi due anni, soffrendo di problemi cardiaci e morendo il 22 febbraio 1995 a Ho Chi Minh all'età di 81 anni.

## Genealogia episcopale
La genealogia episcopale è:
- Patriarca Eliya XII Denha
- Patriarca Yukhannan VIII Hormizd
- Vescovo Isaie Jesu-Yab-Jean Guriel
- Arcivescovo Augustin Hindi
- Patriarca Yosep VI Audo
- Patriarca Eliya XIV Abulyonan
- Patriarca Yosep Emmanuel II Thoma
- Vescovo François David
- Arcivescovo Antonin-Fernand Drapier, O.P.
- Arcivescovo Pierre Martin Ngô Đình Thục
- Arcivescovo Paul Nguyễn Văn Bình
- Vescovo Louis Hà Kim Danh